# 小行星1339
小行星1339（1339 Désagneauxa）是一颗绕太阳运转的小行星，为主小行星带小行星。该小行星于1934年12月4日发现。
該小行星以發現者路易·博耶的姻親命名。

## 轨道参数
小行星1339的轨道半长轴为3.0195778 UA，离心率为0.056。